# Brisco (British Columbia)
Brisco ist eine Ansiedlung, mit dem Status eines unincorporated populated place, im Südosten der kanadischen Provinz British Columbia. Sie liegt am Upper Columbia River auf der Strecke zwischen Invermere und Golden.
Über eine Abzweigung vom British Columbia Highway 95 erreicht man – ebenso wie von Spillimacheen – den einige Kilometer westlich gelegenen Bugaboo Provincial Park.

## Geschichte
Am 1. September 1895 wurde in dem Ort eine Poststelle unter dem Namen „Columbia Valley Post Office“ eröffnet. Der Name der Poststelle wurde am 1. Juni 1899 auf „Brisco Post Office“ geändert.

## Gebäude
Der Ort hat eine Kirche, die Brisco United Church, die im Jahre 1954 gebaut wurde.